# حركة عليكرة
حركة عليكرة (بالأوردو: علی گڑھ تحریک) كانت هذه الحركة في الدافع الأساسي لإنشاء نظام حديث لتعليم السكان المسلمين في الهند البريطانية، خلال العقود الأخيرة من القرن التاسع عشر الميلادي. نشأ اسم الحركة من حقيقة أن أصولها ومنبعها كان في مدينة عليكرة الواقعة إلى الشمال الهندي. كان نشأت الحركة على وجه الخصوص في الوقت الذي تم فيه تأسيس مدرسة محمدان الأنجلو الكاثوليكية في عام 1875م. كان مؤسس جامعة عليكرة الإسلامية التي تأسست فيما بعد والمؤسسات التعليمية الأخرى التي تطورت منها هو السيد أحمد خان، والذي أصبح رائد حركة عليكرة.
أسس الإصلاح التربوي قاعدة وحافزًا للحركة نحو العمل على نهضة إسلامية هندية، والتي كان لها انعكاسات عميقة على الدين والسياسة والثقافة والمجتمع في شبه القارة الهندية.
إحدى النتائج غير المباشرة لليقظة هي الفكرة القائلة بأنه من دون هذا الإحياء لوعي ذاتي مسلم وللثقة بالنفس التي يمكن عزوها مباشرة إلى الحركة، كان من غير الممكن أن يوجد شي اسمه حركة باكستان في الفترة التي سبقت استقلال الهند.

## التعليم
كانت جامعة عليكرة الإسلامية أحد أعظم نتائج حركة عليكرة، ففي عام 1886م أسس السيد سيد أحمد خان المؤتمر التعليمي لعموم الهند المحمدية من أجل تعزيز الأهداف التعليمية لحركة عليكرة، وذلك سعيًا منه على انتشار الحركة على نطاق واسع ليشمل كل شبه القارة الهندية.
كان لحركة عليكرة تأثير عميق على المجتمع الهندي، ولا سيما على المجتمع الإسلامي مقارنة بالحركات القوية الأخرى الأقل قدرة على التكيف في أواخر القرن التاسع عشر الميلادي، وقد أثر ذلك على عدد من الحركات المعاصرة الأخرى إلى حد كبير، وتسببت في ظهور حركات اجتماعية ودينية أخرى خلال القرن التاسع عشر. لم يقتصر أثر حركة عليكرة على شمال الهند فقط، ولكن توسعها يمكن ملاحظته جلياً في المناطق الأخرى من شبه القارة الهندية خلال القرن العشرين الميلادي.
كانت لحركة عليكرة مساهمة قوية وفعالة في التحرر السياسي للمسلمين الهنود. كانت الحركة ذات طبيعة سياسية منذ البداية، وكانت مدرسة دار العلوم ديوبند تعارض الحركة، وتصف مشهدها بأن حركة عليكرة ماهي إلى حركة بريطانية.
قدمت حركة عليكرة اتجاهًا جديدًا في الأدب الأوردي، وترك السيد أحمد خان وجماعته الأسلوب القديم في الكتابة باللغة الأوردية، التي كانت محظ لغة خطابية وأكاديمية، وبدؤا بأسلوب بسيط ساعد المسلمين على فهم الهدف الرئيسي للحركة. كان السيد أحمد الشخصية المركزية وراء هذه الصحوة الدينة التعليمية الثقافية السياسية.
ساعدت حركة عليكرة الشعراء والكتَّاب على ترك النمط الرومانسي للنثر والشعر، واقترحوا تبني موقف أخلاقي وثقافي وتاريخي وسياسي أثّر على الحياة المشتركة للمسلمين الهنود. تعتبر جمعية الدفاع الأوردية فرعا من حركة عليكرة.